# Johann Baptist Schenk
Johann Baptist Schenk (ur. 30 listopada 1753 w Wiener Neustadt, zm. 29 grudnia 1836 w Wiedniu) – austriacki kompozytor.

## Życiorys
Jako dziecko śpiewał w chórze chłopięcym w Baden, prowadzonym przez Antona Stolla. W 1773 roku wyjechał do Wiednia, gdzie od 1774 do 1777 roku był uczniem Georga Christopha Wagenseila, uczył się też u Leopolda Hofmanna. Od 1780 roku związany był z teatrem. Pisał m.in. dla Freihaus-Theater auf der Wieden Emanuela Schikanedera. W 1793 roku pobierał u niego lekcje Ludwig van Beethoven. W latach 90. XVIII wieku był kapelmistrzem na dworze księcia Auersperga. Po 1802 roku zaprzestał tworzenia na potrzeby teatru, pisząc odtąd kantaty i mniejsze utwory wokalne.

## Twórczość
Należał do czołowych twórców singspielu w Wiedniu końca XVIII wieku. W swojej twórczości łączył tradycje francuskiej opery komicznej (różnorodność form pieśniowych, arii i form zespołowych) z włoską opera buffa (mała liczba aktów). Do treści swoich singspielów wprowadzał elementy rodzime. Muzyka w sztukach Schenka podporządkowana jest tekstowi, odznacza się dużą pomysłowością i urozmaiconą orkiestracją, wykorzystywaną do nadania charakterystyki poszczególnym postaciom.
Był autorem opery Der Schatzgraber (1780), operetki Das Singspiel ohne Titel (1790) singspieli Die Weinlese (1785), Die Weihnacht auf dem Lande (1786), Im Finstern ist nicht gut tappen (1787), Das unvermutete Seefest (1789), Der Erntekranz (1791), Achmet und Almanzine (1795), Der Dorfbarbier (1796), Die Jagd (1799) i Der Fassbinder (1802). Napisał ponadto 5 kantat, 10 symfonii, 4 koncerty, 6 triów smyczkowych, 5 kwartetów smyczkowych, kwartet dęty, 2 msze, 4 litanie, Stabat Mater, 7 nokturnów, liczne pieśni.